# 곡식좀나방과
곡식좀나방과는 곡식좀나방상과에 속하는 이문류 나방과의 하나이다. 곡식좀나방과는 크기는 아주 작거나 중간정도의 크기를 가진 나방류이다. 이 과는 전 세계적으로 15아과 320속에 3,500여 종이 알려져 있으며 한국에는 현재까지 9아과 20속에 32종이 알려져 있다. 이는 전 세계 3,500여 종의 0.9%에 해당되며 320속 중 6%만에 해당한다.

## 특징
곡식좀나방과의 성충은 다음과 같은 특징에 따라 구분할 수 있다.
1. 머리(두부, 頭部)의 인편은 머리카락과 같이 긴 실모양이다.
2. 아랫입술수염(labial palpi)은 측면에 털이 나 있는 것이 많다.
3. 아랫입술수염의 맨 끝마디는 양옆으로 눌린 것처럼 생겼다.
4. 주둥이(proboscis)는 매우 짧거나 소실되었으며 단단히 경화되어 있지 않고 기부에는 털이 없다.
5. 2개의 halves(galeae)는 느슨하게만 연결되어 있다.
6. 대부분의 곡식좀나방 성충은 날개를 텐트모양으로 접고 앉아서 쉬며 몸통은 앉아있는 물체와 평행하다.
7. 성충은 겁이 많으며 도망칠 때 정신없이 허겁지겁 도망치는 게 특징이다.
8. 유충은 매우 다양한 먹이를 먹는다. 부식성(腐食性), 태식성(苔食性), 균식성(菌食性), 모식성(毛食性), 식식성(植食性)을 나타낸다. 이는 대부분의 나비목의 유충들이 살아있는 식물성 먹이를 먹는 것에 비하면 매우 특이하다.)

## 아과
- Dryadaulinae
- Erechthiinae
- Euplocaminae
- Hapsiferinae
- Harmacloninae
- Hieroxestinae
- Meessiinae
- Myrmecozelinae
- Nemapogoninae
- Perissomasticinae
- Scardiinae
- Setomorphinae
- Siloscinae
- Stathmopolitinae
- Teichobiinae
- Tineinae

## 생활사
성충은 일반적으로 야행성이며 많은 종들이 약간의 빛이 있는 곳에서는 자유롭게 활동하는데 특히 그들은 동물의 털을 가해하는 해충인 경우가 많다. 일부 종은 빛을 싫어한다. 많은 종들은 비행을 한다기보다는 놀라서 급하게 줄행랑치는 것처럼 보이는데 실제로 야간에 불빛에 유인된 것들을 관찰해보면 작은 자극에도 금세 놀라서 다른 곳으로 날아가 버리거나 한번 날아가버리면 대부분 다시는 찾아오지 않을 정도로 민감한 반응을 보인다. 앉아있을 때에도 정신없이 이리저리 움직이며 오랫동안 한곳에 머물지 않는다. 유충은 매우 다양한 범위의 먹이를 먹는다. 주로 썩은 나무나 나무껍질, 죽은 식물의 잔여물, 버섯, 이끼, 울(wool)이나 털(hair), 깃털(feather)을 포함한 동물의 섬유조직을 먹으며, 일부 종은 흙 속에 터널을 뚫고 풀(glass)을 먹기도 한다. 또 일부는 실(silk)를 이용해 인접한 녹색의 잎들을 연결해 만든 은신처나 골(gall) 속에서 살기도 한다. 일부 고도로 분화된 종의 유충은 간이식 집(potable case)을 만들기도 한다. 또한 일부 곡식좀나방은 개미나 흰개미의 둥지에서 살기도 하는데 아마도 청소동물(scavenger)로서 살아가는 듯하다.
대부분의 나방이 속하는 이문아목(ditrysian) 나방 전형적으로 식물의 잎을 먹는 대신 거의 모든 곡식좀나방과의 나방의 유충은 부식성(detritophagous), 태식성(lichenivorous) 혹은 균식성(fungivorous)의 먹이를 먹는다. 즉 부식된 물질, 이끼류 및 버섯을 먹는다. 이는 곡식좀나방과에 속하는 나방들이 생태계의 서식범위에 있어서 대부분의 이문아목의 나방들과 비교했을 때 넓은 범위의 생태학적 지위(nich)를 가지고 있음을 알 수 있다. 즉 그들은 낙엽에서부터 박쥐 동굴의 구아노(guano)나 포유동물의 사체, 거미줄에 걸려있거나 밑으로 떨어진 곤충의 잔여물, 새집속의 깃털에 이르기가지 다양한 자원을 먹이로 하며 살아가고 있다. 일부 부식질의 먹이를 먹는 종류는 공생을 하며 사회성곤충인 벌목, 흰개미목의 곤충, 그리고 사람을 포함한 포유동물들과 먹이자원을 공유하기도 한다. 사람들이 사는 가옥에서 사는 종(synathropic species)들은 저장곡물과 가구, 울(wool), 털(fur) 혹은 깃털로 만들어진 의류의 해충인 경우가 많다. 곡식좀나방과가 속하는 상위 분류체계와 그들 유충의 먹이사이에는 아주 밀접한 관계가 있다. 이러한 밀접한 관계로 인해 곡식좀나방과의 분류는 그들의 먹이원으로도 어느 정도 분류군을 한정짓거나 예상할 수 있다.
많은 곡식좀나방과의 유충이 그들이 먹이원으로부터 간이식 집(portable case)을 만든다. 어떤 의미에서보면 주머니나방과(Psychidae)의 집과 매우 유사하다. 집을 만드는 행위는 속(genus) 혹은 종(species) 수준에서 일관된 행위는 아니다. 그리고 여기서 말하는 집(case)의 정의는 곡식좀나방과의 종 중에서 관찰된 사례의 범위에 내에 한정된다. 가장 간단한 집의 구조는 원통형모양의 관모양(tubular)이며 유충기의 말기보다는 초기에 집을 만든다. 관모양의 구조물은 유충의 보호뿐만 아니라 외부 환경에 대한 습도 및 온도를 적절히 유지하는 역할을 한다. 요약하면, 관형의 집은 일부 Monopis속과 Tinea속의 탈피를 위한 은신처로서 지어진다. Nemapogoninae아과와 Messiinae아과에 속하는 많은 종들이 간이식 관모양의 집을 짓는다.
번데기는 배부분이 움직이는데 복부마디에 열지어 난 가시들을 이용해 배마디의 운동으로 애벌레의 굴이나 고치로부터 번데기를 밖으로 밀어내어 우화할 수 있도록 한다. 또는 고치를 찢는 데 사용한다. 고치가 찢어지면 번데기는 그 길이의 절반 정도를 고치 밖으로 내민 뒤 성충으로 우화한다.
일부 곡식좀나방은 짝짓기를 위한 군무(mating swarm)을 한다고 알려져 있다. 이는 Nemapogon속이나 일부 Scardiinae아과에서 두드러지게 나타난다. 최소한 한 Monopis속은 성공적인 구애를 위해 수 입방미터의 자유로운 공간을 필요로 한다. 공중을 선회하는 춤(gyratory dance)은 여러 곡식좀나방에서 알려져 있지만 이것이 구애기능을 가지는 것 같지는 않다. 곡식좀나방과에서 암컷의 페로몬은 거의 연구되어 있지 않다. 일부 E3Z13-18Ac과 같은 옥타데시닐 아세테이트 유도체가 알려져 있다. 또한 가옥해충에 속하는 Tineola속과 관련되어서는 E2-18AI과 E2E13-18AI가 알려져 있다.
산란은 부드러운 산란관을 가진 종의 경우 이미 갈라진 틈사이로 알을 삽입하는 것 같다. 혹은 찌를 수 있는 튼튼한 산란관을 가진 종의 경우 숙주의 조직에 산란관을 찔러 넣은 뒤 알을 낳는다. 알은 배끝부분의 미세한 털이나 인편(sclae)으로 둘러싸여 보호되거나 알 둘레에 점액을 이용해서 붙이기도 한다.

## 기주 선호성
곡식좀나방과는 포함된 상위분류군과 유충의 먹이 사이에는 강한 연관성을 가지고 있다. 아래에 제시하는 경향은 일반적일 것일뿐 많은 그룹에서 예외가 있다. 이 점은 아래의 아과와 유전적 취급에서 충분히 논의되었다. Scardiinae아과와 Nemapogoninae는 예외적이나 가옥성 및 실내종이 아닌 곡식좀나방과의 생물학에 대해 거의 알려져 있지 않다.
Scardiinae와 Nemapogoninae의 두 아과는 균식성이다. 이 그룹의 유충은 구멍장이버섯류(bracket fungi)를 먹거나 그 버섯의 균사에 의해 침입을 받은 죽은 혹은 죽어가는 나무를 가해한다. Dryadaulinae아과는 버섯과 강한 연관성을 가지며 이끼와 버섯이 있는 장소에서 먹이를 먹는다. 가까운 혹은 구멍장이버섯, 혹은 포자를 형성하지 않는 균사(sterile mycelia) 혹은 식물의 부식질(Robinson, 1988). 3개의 아과(Hieroxestinae, Erechthiinae, Hapsiferinae)는 여러 형태의 식물부식질을 먹는다. 다계통의 Myrmecozelinae는 식물부식질을 먹는 종류 중에서도 매우 다양한 먹이 전략을 보여준다. Teichobiinae아과의 유충은 어릴 때 고사리의 잎에 굴을 파다가 포자낭군으로 들어가며 외관상 포자를 가해한다.(Pelham-Clinton, 1985). 그들의 포자를 먹는 습성은 잘 알려져 있으나 잎에 굴을 파는 습성은 Emmet(1985)에 의해 확인된 것은 아니다. Tineinae아과는 케라틴을 먹거나 구아노 형태의 절지동물의 잔여물 혹은 거미줄에 붙은 곤충 등의 사체 찌꺼기를 먹는다. 곡식좀나방과 중에서 살아있는 식물을 먹는 사례는 Erechthiinae와 Hieroxestinae에서 주로 나타난다.

## 참고 사이트
- 한국의 곡식좀나방과(서비스 중지, 2005~2019.12.23)
- 일본웹나방도감 - 곡식좀나방과 부분
- 영국자연사박물관 곡식좀나방과 데이터베이스(서비스중지)